# Tetragonula hockingsi
Tetragonula hockingsi är en biart som först beskrevs av Cockerell 1929.  Tetragonula hockingsi ingår i släktet Tetragonula och familjen långtungebin. Inga underarter finns listade i Catalogue of Life.

## Bildgalleri

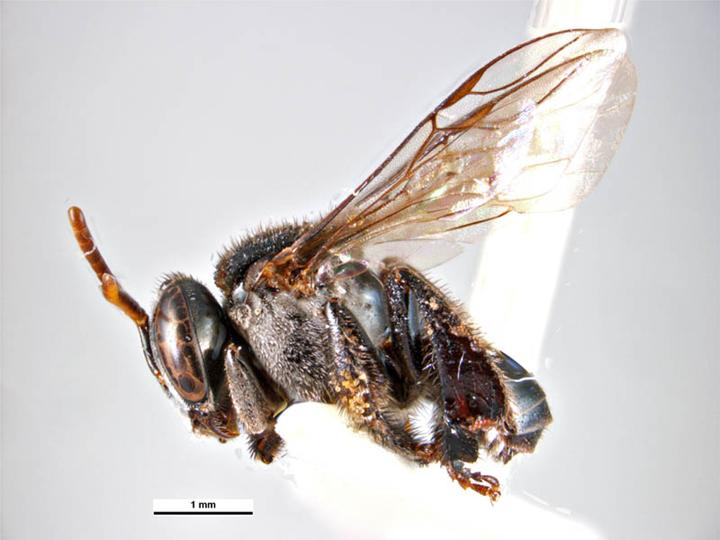
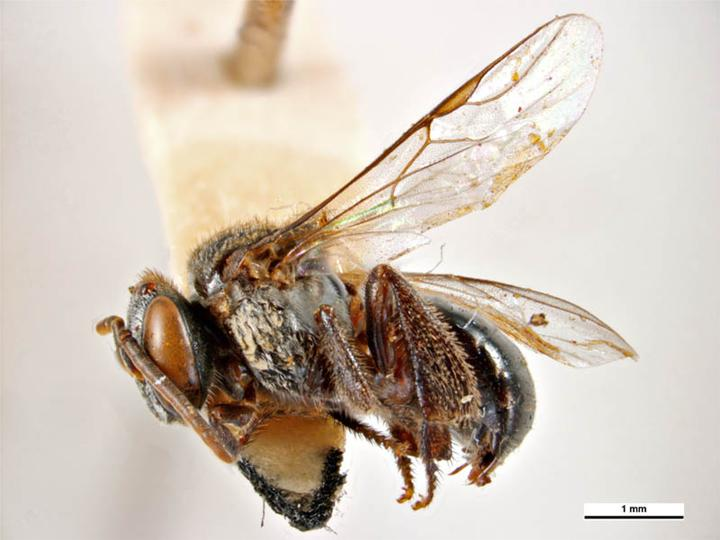